# ISO 3166-2:IT
ISO 3166-2:IT è uno standard ISO che definisce i codici geografici dell'Italia; è il sottogruppo del codice ISO 3166-2 relativo all'Italia.
I codici identificano le Regioni, le Città metropolitane e le Province. La prima parte è costituita dal codice ISO 3166-1 IT identificativo dell'Italia, mentre la seconda parte è costituita da un gruppo di due caratteri, numerici per le regioni e alfabetici per le Città metropolitane e le Province.
- 2, 3, 4: Italia settentrionale
- 5: Italia centrale
- 6, 7: Italia meridionale
- 8: Italia insulare

## Lista dei codici

### Regioni
| Codice | Regioni                                |
| ------ | -------------------------------------- |
| IT-65  | Abruzzo                                |
| IT-77  | Basilicata                             |
| IT-78  | Calabria                               |
| IT-72  | Campania                               |
| IT-45  | Emilia-Romagna                         |
| IT-36  | Friuli-Venezia Giulia                  |
| IT-62  | Lazio                                  |
| IT-42  | Liguria                                |
| IT-25  | Lombardia                              |
| IT-57  | Marche                                 |
| IT-67  | Molise                                 |
| IT-21  | Piemonte                               |
| IT-75  | Puglia                                 |
| IT-88  | Sardegna                               |
| IT-82  | Sicilia                                |
| IT-52  | Toscana                                |
| IT-32  | Trentino-Alto Adige, Trentino-Südtirol |
| IT-55  | Umbria                                 |
| IT-23  | Valle d'Aosta, Vallée d'Aoste          |
| IT-34  | Veneto                                 |

### Città metropolitane
| Codice | Città metropolitane | Nella regione       |
| ------ | ------------------- | ------------------- |
| IT-BA  | Bari                | Puglia (75)         |
| IT-BO  | Bologna             | Emilia-Romagna (45) |
| IT-CA  | Cagliari            | Sardegna (88)       |
| IT-CT  | Catania             | Sicilia (82)        |
| IT-FI  | Firenze             | Toscana (52)        |
| IT-GE  | Genova              | Liguria (42)        |
| IT-ME  | Messina             | Sicilia (82)        |
| IT-MI  | Milano              | Lombardia (25)      |
| IT-NA  | Napoli              | Campania (72)       |
| IT-PA  | Palermo             | Sicilia (82)        |
| IT-RC  | Reggio Calabria     | Calabria (78)       |
| IT-RM  | Roma                | Lazio (62)          |
| IT-TO  | Torino              | Piemonte (21)       |
| IT-VE  | Venezia             | Veneto (34)         |

### Province
| Codice | Province              | Nella regione              |
| ------ | --------------------- | -------------------------- |
| IT-AG  | Agrigento             | Sicilia (82)               |
| IT-AL  | Alessandria           | Piemonte (21)              |
| IT-AN  | Ancona                | Marche (57)                |
| IT-AR  | Arezzo                | Toscana (52)               |
| IT-AP  | Ascoli Piceno         | Marche (57)                |
| IT-AT  | Asti                  | Piemonte (21)              |
| IT-AV  | Avellino              | Campania (72)              |
| IT-BT  | Barletta-Andria-Trani | Puglia (75)                |
| IT-BL  | Belluno               | Veneto (34)                |
| IT-BN  | Benevento             | Campania (72)              |
| IT-BG  | Bergamo               | Lombardia (25)             |
| IT-BI  | Biella                | Piemonte (21)              |
| IT-BZ  | Bolzano               | Trentino-Alto Adige (32)   |
| IT-BS  | Brescia               | Lombardia (25)             |
| IT-BR  | Brindisi              | Puglia (75)                |
| IT-CL  | Caltanissetta         | Sicilia (82)               |
| IT-CB  | Campobasso            | Molise (67)                |
| IT-CE  | Caserta               | Campania (72)              |
| IT-CZ  | Catanzaro             | Calabria (78)              |
| IT-CH  | Chieti                | Abruzzo (65)               |
| IT-CO  | Como                  | Lombardia (25)             |
| IT-CS  | Cosenza               | Calabria (78)              |
| IT-CR  | Cremona               | Lombardia (25)             |
| IT-KR  | Crotone               | Calabria (78)              |
| IT-CN  | Cuneo                 | Piemonte (21)              |
| IT-EN  | Enna                  | Sicilia (82)               |
| IT-FM  | Fermo                 | Marche (57)                |
| IT-FE  | Ferrara               | Emilia-Romagna (45)        |
| IT-FG  | Foggia                | Puglia (75)                |
| IT-FC  | Forlì-Cesena          | Emilia-Romagna (45)        |
| IT-FR  | Frosinone             | Lazio (62)                 |
| IT-GO  | Gorizia               | Friuli-Venezia Giulia (36) |
| IT-GR  | Grosseto              | Toscana (52)               |
| IT-IM  | Imperia               | Liguria (42)               |
| IT-IS  | Isernia               | Molise (67)                |
| IT-SP  | La Spezia             | Liguria (42)               |
| IT-AQ  | L'Aquila              | Abruzzo (65)               |
| IT-LT  | Latina                | Lazio (62)                 |
| IT-LE  | Lecce                 | Puglia (75)                |
| IT-LC  | Lecco                 | Lombardia (25)             |
| IT-LI  | Livorno               | Toscana (52)               |
| IT-LO  | Lodi                  | Lombardia (25)             |
| IT-LU  | Lucca                 | Toscana (52)               |
| IT-MC  | Macerata              | Marche (57)                |
| IT-MN  | Mantova               | Lombardia (25)             |
| IT-MS  | Massa-Carrara         | Toscana (52)               |
| IT-MT  | Matera                | Basilicata (77)            |
| IT-MB  | Monza e Brianza       | Lombardia (25)             |
| IT-MO  | Modena                | Emilia-Romagna (45)        |
| IT-NO  | Novara                | Piemonte (21)              |
| IT-NU  | Nuoro                 | Sardegna (88)              |
| IT-OR  | Oristano              | Sardegna (88)              |
| IT-PD  | Padova                | Veneto (34)                |
| IT-PR  | Parma                 | Emilia-Romagna (45)        |
| IT-PV  | Pavia                 | Lombardia (25)             |
| IT-PG  | Perugia               | Umbria (55)                |
| IT-PU  | Pesaro e Urbino       | Marche (57)                |
| IT-PE  | Pescara               | Abruzzo (65)               |
| IT-PC  | Piacenza              | Emilia-Romagna (45)        |
| IT-PI  | Pisa                  | Toscana (52)               |
| IT-PT  | Pistoia               | Toscana (52)               |
| IT-PN  | Pordenone             | Friuli-Venezia Giulia (36) |
| IT-PZ  | Potenza               | Basilicata (77)            |
| IT-PO  | Prato                 | Toscana (52)               |
| IT-RG  | Ragusa                | Sicilia (82)               |
| IT-RA  | Ravenna               | Emilia-Romagna (45)        |
| IT-RE  | Reggio Emilia         | Emilia-Romagna (45)        |
| IT-RI  | Rieti                 | Lazio (62)                 |
| IT-RN  | Rimini                | Emilia-Romagna (45)        |
| IT-RO  | Rovigo                | Veneto (34)                |
| IT-SA  | Salerno               | Campania (72)              |
| IT-SS  | Sassari               | Sardegna (88)              |
| IT-SV  | Savona                | Liguria (42)               |
| IT-SI  | Siena                 | Toscana (52)               |
| IT-SR  | Siracusa              | Sicilia (82)               |
| IT-SO  | Sondrio               | Lombardia (25)             |
| IT-SU  | Sud Sardegna          | Sardegna (88)              |
| IT-TA  | Taranto               | Puglia (75)                |
| IT-TE  | Teramo                | Abruzzo (65)               |
| IT-TR  | Terni                 | Umbria (55)                |
| IT-TP  | Trapani               | Sicilia (82)               |
| IT-TN  | Trento                | Trentino-Alto Adige (32)   |
| IT-TV  | Treviso               | Veneto (34)                |
| IT-TS  | Trieste               | Friuli-Venezia Giulia (36) |
| IT-UD  | Udine                 | Friuli-Venezia Giulia (36) |
| IT-VA  | Varese                | Lombardia (25)             |
| IT-VB  | Verbano-Cusio-Ossola  | Piemonte (21)              |
| IT-VC  | Vercelli              | Piemonte (21)              |
| IT-VR  | Verona                | Veneto (34)                |
| IT-VV  | Vibo Valentia         | Calabria (78)              |
| IT-VI  | Vicenza               | Veneto (34)                |
| IT-VT  | Viterbo               | Lazio (62)                 |

## Aggiornamento
ISO 3166-2 – Newsletter II-1 – pubblicazione del 19 febbraio 2010